# Spoorlijn Nançois-Tronville - Neufchâteau
De Spoorlijn Nançois-Tronville - Neufchâteau is een Franse spoorlijn van Nançois-sur-Ornain naar Neufchâteau. De grotendeels opgebroken lijn is 67,0 km lang en heeft als lijnnummer 027 000.

## Geschiedenis
De spoorlijn werd door de Chemins de fer de l'Est in gedeeltes geopend. Van Nançois-Tronville naar Gondrecourt-le-Château op 15 november 1875 en van Gondrecourt-le-Château naar Neufchâteau op 11 september 1880.

## Treindiensten
De lijn is alleen voor goederenvervoer in gebruik tussen Nançois-sur-Ornain en Velaines.

## Aansluitingen
In de volgende plaatsen is of was er een aansluiting op de volgende spoorlijnen:
Nançois-Tronville
RFN 070 000, spoorlijn tussen Noisy-le-Sec en Strasbourg-Ville
Menaucourt
lijn tussen Guë en Menaucourt
Gondrecourt-le-Château
RFN 015 000, spoorlijn tussen Jessains en Sorcy
RFN 028 300, raccordement van Gondrecourt-le-Château 1
RFN 029 300, raccordement van Gondrecourt-le-Château 2
Neufchâteau
RFN 024 300, raccordement van Neufchâteau
RFN 026 000, spoorlijn tussen Bologne en Pagny-sur-Meuse
RFN 030 000, spoorlijn tussen Neufchâteau en Épinal
RFN 032 000, spoorlijn tussen Culmont-Chalindrey en Toul